# Más normal de lo normal
Más normal de lo normal es el quinto EP del cantautor mexicano Jósean Log. Se lanzó el 1 de marzo de 2024 en formato digital en México. Todas las canciones fueron escritas por Log. Fue producido por Lewis, y se distribuyo de forma independiente.
Al igual que en sus 4 EP's anteriores, fusiona elementos de indie y folk pop. Contiene 6 canciones originales, del cual destacaron sencillos como; «En vez de huir» y «A pesar de todo».

## Antecedentes
El EP es una reflexión sobre los estándares sociales y las expectativas. Durante su desarrollo, Log experimentó una evolución en su estilo, explorando nuevas texturas sonoras. Colaboró con productores cercanos, como Mateo Lewis y Dave Kutch, además de contar con la ilustración de Isabel Gómez. Fue editado en los estudios Orb Recording Studios y Hammock Hill Audio de Indri Schaelicke y Drew Blucher en Austin, Texas.

## Lista de canciones
| N.º   | Título                  | Escritor(es) | Duración |  |
| 1.    | «A pesar de todo»       | Jósean Log   | 2:30     |  |
| 2.    | «En vez de huir»        | Jósean Log   | 4:22     |  |
| 3.    | «¿Qué me dices?»        | Jósean Log   | 2:33     |  |
| 4.    | «Recuperarlo»           | Jósean Log   | 2:55     |  |
| 5.    | «Hora de comer»         | Jósean Log   | 3:12     |  |
| 6.    | «Nada que me guste más» | Jósean Log   | 3:28     |  |
| 19:02 |                         |              |          |  |

## Historial de lanzamiento
| País   | Fecha              | Formato(s)       | Sello                | Ref.  |
| ------ | ------------------ | ---------------- | -------------------- | ----- |
| México | 1 de marzo de 2024 | Descarga digital | Música independiente | [ 8 ] |